# 다쓰에촌
다쓰에촌(일본어: 竜江村)은 일본 나가노현 시모이나군에 있던 촌이다. 현재의 이다시에 해당한다.

## 역사
- 1875년 1월 23일 - 9촌이 합병해 다쓰에촌이 성립하였다.
- 1889년 4월 1일 - 정촌제 시행에 의해 가미히사카타촌이 단독으로 자치체를 형성하였다.
- 1964년 3월 31일 - 이다시에 편입해, 동일 가미히사카타촌은 폐지되었다.

## 교통

### 철도
- 일본국유철도
  - 이다선

## 참고문헌
- 角川日本地名大辞典 20 長野県